# Robert Ameln
Robert Ameln, född 21 april 1880 i Hedvig Eleonora församling i Stockholm, död 16 oktober 1959 i Oscars församling i Stockholm, var en svensk ingenjör, industriman och seglare.
Robert Ameln var son till grosshandlaren Carl Henrik Adolf Ameln och Marie Jahn, som båda var födda i Norge, samt bror till Christian Ameln. Robert Ameln studerade vid Stockholms högskola 1899–1900, gick på Tekniska Högskolan i Stockholm 1900–1903 och avlade civilingenjörsexamen. Han blev ingenjör vid AB de Lavals Ångturbin 1903 och vid Zander & Ingeström 1905. Han var verkställande direktör för och styrelseledamot i Svenska Ackumulator AB Jungner från 1910, Svenska AB Logg från 1918 och AB Oskarshamns Varv från 1932.
Han var styrelseordförande i AB Bröderna Ameln från 1906, styrelseledamot i Stockholms sjöförsäkringsaktiebolag från 1933, Sveriges elektroindustriförening 1918–1955 och Sveriges allmänna exportförening 1944–1955.
Som framgångsrik seglare tog han hem ett större antal priser, däribland med 55 kvm-yachten "White II" och 8 meters R-yachten "Atair". Han var medlem av Kungliga Svenska Segelsällskapet (KSSS) sedan 1905 och var vice ordförande i Stockholms Yacht klubb från 1934.
Robert Ameln gifte sig 1907 med Ella Zethrin (1886–1953), dotter till bankdirektören Fr. Zethrin och Ida Hedlund. De fick barnen Gerd Örtegren (1908–2006), Sture Ameln (1911–1987), Elisabeth Henriksson (1916–2003) och Karl Robert Ameln (1919–2016).